# 蕉園詩社
蕉园诗社又称蕉园吟社，清朝第一個女性诗社。
蕉园诗社始创于康熙四年（1665年），由顾之琼發起，並组织婦女創立，顧氏還撰有《蕉园诗社启》一文。前期有顾姒、柴静仪、林以宁、钱凤纶、冯娴、张吴、毛娓等七位女子，號稱蕉园七子；后期有徐灿、林以宁、朱柔则、柴静仪、钱风纶五人，号称蕉园五子。其中又以徐灿的絕代才華被视为五子之首，徐灿也是诗社中唯一非杭州籍，所謂“花时竞唱雪儿歌，绮阁春深同笔砚”。蕉园诗社由於是婦女團體，必須兼顧家庭，社员或流散或困顿，在人數上難免有變動的現象發生。詩社的總人數，前前後後可能超過20人，還包括有李淑昭、傅静芬、张琮，还有西泠十子之一陆圻之女陆莘行也是成員。紅學家土默熱認為蕉園詩社即是紅樓夢中大觀園詩社的原型，且七子與五子即為金陵十二釵的原型，但遭到普遍質疑。